# جو غيليام سينيور
جو غيليام سينيور (بالإنجليزية: Joe Gilliam, Sr.)‏ هو لاعب كرة قدم أمريكية أمريكي، ولد في 1923 في ستوبنفيل في الولايات المتحدة، وتوفي في 14 نوفمبر 2012 في ناشفيل في الولايات المتحدة.